# Leoš Heger

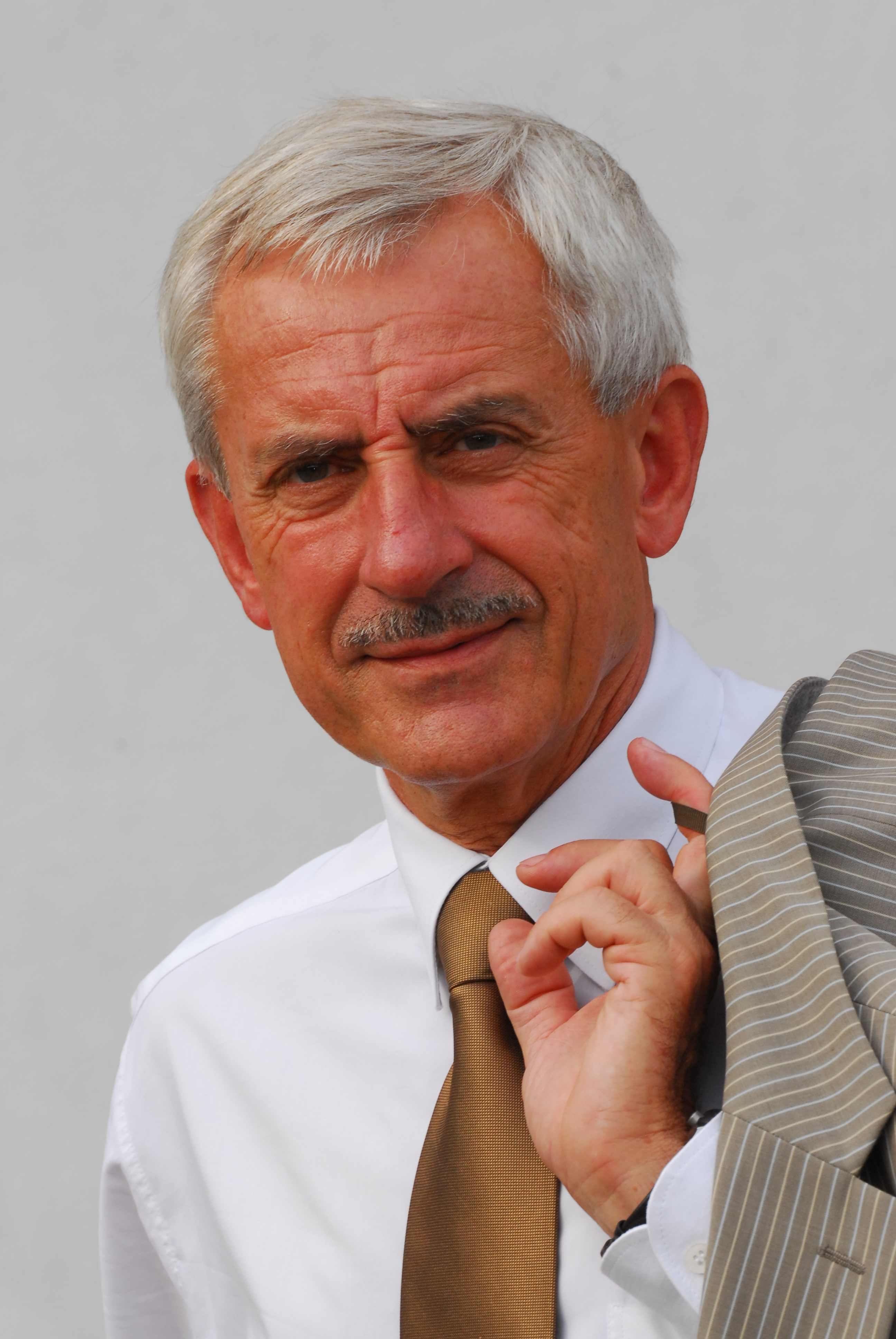
Leoš Heger

Leoš Heger (* 11. Februar 1948 in Hradec Králové) ist ein tschechischer Arzt, Hochschullehrer und Politiker der Partei TOP 09 und ehemaliges Mitglied der ODS. Im Kabinett Nečas war er von Juli 2010 bis Juli 2013 tschechischer Gesundheitsminister.

## Leben
Er studierte an der Medizinischen Fakultät der Karlsuniversität in Hradec Králové, an der er seit 1972 Dozent war. In den Jahren 1990 bis 1992 hielt er dort die Positionen des Prodekans für Entwicklung und Vorsitzenden des Akademischen Senats.
Von 1996 bis 2009 war er Direktor des Universitätsklinikums Hradec Králové, bis er im Jahr 2010 für das Abgeordnetenhaus nominiert wurde. Er qualifizierte sich auf dem Gebiet der Radiologie (Dozent) und erhielt den akademischen Grad eines Kandidaten der Wissenschaften (Ph.D.). Von 1991 bis 1993 arbeitete er als Leiter der Radiologischen Abteilung des Universitäts-Krankenhauses Hradec Králové und nach der Samtenen Revolution führte er das erste CT-Labor in der Tschechischen Republik.
Seit 2002 arbeitete er in der Kommunalpolitik als Stadtrat in Hradec Králové für die ODS. In die Abgeordnetenkammer des Parlaments der Tschechischen Republik wurde er als Vertreter der Partei Top 09 bei den Wahlen im Jahr 2010 gewählt. In der Region erreichte er den ersten Platz unter den lokalen Kandidaten. Im Jahr 2008 kandidierte er erfolglos für den Senat für die ODS im Senatswahlbezirk Nr. 45 Hradec Králové, in der 2. Runde verlor er gegen den von der ČSSD nominierten Vladímir Dryml. Heger lebt in Věkoše.

## Auszeichnungen
Er bekam eine Goldmedaille von der Medizinischen Fakultät der Karlsuniversität in Hradec Králové und die Auszeichnung Manager des Jahres 2007 von der Stadt Hradec Králové als Primus inter pares.